# Joey Koeijvoets
Joey Koeijvoets (Roosendaal, 9 december 1982) is een Nederlands radiopresentator. 

## Jeugd
Naast het radiomaken op zijn zoldertje, had hij in zijn tienerjaren een bijbaantje bij de Roompot als Koos Konijn. Dit deed hij met veel plezier totdat hij vrijwilligerswerk kon doen bij de lokale omroep Roosendaal StadFM. Dit heeft hij 7 jaar lang gedaan totdat hij verhuisde naar de randstad. Bij Holland Centraal in Leiden was hij 4 jaar lang Music Director om vervolgens aan de slag te gaan bij Radio Decibel in Amsterdam.

## Hey DJ
Op 22-jarige leeftijd was hij te zien in het televisieprogramma Hey DJ van BNN. In het programma kregen jonge diskjockey's niet alleen de kans om te leren hoe ze een goede dj konden worden, maar won de beste dj zijn eigen radioprogramma op 3FM. Koeijvoets behaalde de tweede plaats.

## Radio Decibel
In 2004 is Koeijvoets co-host geworden van de zaterdagochtendshow op Radio Decibel in Eindhoven. Toen dit radiostation in 2007 in Amsterdam ging uitzenden is hij aan de slag gegaan in de hoofdstad en maakte hij diverse programma's, waaronder samen met Bart van der Molen de dagelijkse ochtendshow. Naast het maken van programma's was hij ook betrokken bij het opzetten van de Randstedelijke edities van het radiostation in 2008. Vanaf januari 2009 presenteerde hij tot eind 2010 de ochtendshow op zaterdag.

## Fresh FM
Op 1 maart 2006 ging Koeijvoets de ochtendshow in het weekend presenteren op Fresh FM. Iedere zaterdag en zondag presenteerde hij een programma van 07.00 tot 09.00 vanuit de studio in Zoetermeer en was daarmee te beluisteren in de hele Randstad via verschillende FM frequenties. Tot 2017 presenteerde hij ieder jaar verschillende evenementen op deze zender, zoals de House Top 1000 en het 90's Dance Weekend.

## 3FM
In januari 2011 ging hij samen met Wijnand Speelman het nachtprogramma Joey & Wijnand presenteren in de nacht van maandag op dinsdag op 3FM. Tijdens Serious Request 2011 presenteerde Koeijvoets, samen met Barend van Deelen en Sander Guis, vanuit Hilversum enkele malen per dag de Serious Request Update, waarin hoogtepunten uit de voorgaande uren werden samengevat.

## Radio 1 & Radio 2
Sinds maart 2012 was Koeijvoets regisseur en sidekick voor het programma Laat op 2 op Radio 2. In de zomer van 2012 presenteerde hij het programma Laat op 2. Daarnaast was hij invalpresentator voor het programma Dit is de Nacht op Radio 1.

## Feel Good Radio (heden)
In 2012 lanceerde Koeijvoets naast zijn werkzaamheden bij de publieke omroep zijn eigen radiostation op FM, genaamd Feel Good Radio. Deze zender was tot september 2013 te ontvangen in de regio Essen, Roosendaal en Bergen op Zoom. Koeijvoets maakt op deze zender een programma van maandag t/m vrijdag van 09.00 tot 12.00 uur. In december 2014 zijn de uitzendingen van Feel Good Radio hervat op FM in Pijnacker-Nootdorp als lokale omroep. Sinds 20 juni 2015 zijn de uitzendingen ook te horen in Rijswijk (Zuid-Holland). Tegenwoordig presenteert Koeijvoets De Grote Verzoekplatenshow. Bovendien neemt hij sinds de start van de zender het stationmanagement voor zijn rekening.

## Sterren.nl
Op 11 maart 2013 start Koeijvoets ook een programma bij het radiostation Sterren.nl van de TROS waar hij de ochtendshow presenteerde tussen 07.00 en 09.00 uur op weekdagen tot 2015.